# Повитье
Пови́тье (бел. Павіцце, полес. Повіть, укр. Повіть, Повіття ) — агрогородок в Кобринском районе Брестской области Белоруссии. Входит в состав Повитьевского сельсовета.
По данным на 2019 год население составило 1211 человек.
В агрогородке расположены дочернее сельскохозяйственное унитарное предприятие «Сельхоз-Повитье», фермерские хозяйства «Золотая рыбка», «Жёлтая лилия» и «Повитьевское», лесничество, филиал ОАО «Беларусбанк», почтовое отделение, детский сад — средняя школа, Дом культуры, библиотека, амбулатория, ветлечебница, баня, кафе и четыре магазина.

## География
Агрогородок расположен в 8 км к северу от белорусско-украинской границы, в 49 км к юго-востоку от города Кобрин и в 95 км к востоку от Бреста.
На 2012 год площадь населённого пункта составила 16,07 км² (1607 га).

## История

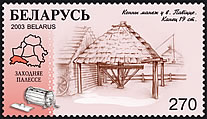
Марка Белпочты с изображением конного манежа конца XIX века в Повитье

Первое упоминание о деревне было в 1546 году. Старожилы вспоминали, что до 19 столетия деревня называлась Новить, что означало новая земля, образованная среди болот. Но потом была допущена ошибка в документах и название деревни стало Повить. Позже деревня стала называться Повитье. 
Другие говорили, что название деревни произошло от слова «повитуха» - земля, где поселились люди была неплодородной и произрастали на ней в большом количестве сорняки, которые вились, плелись по земле. Этот сорняк и в настоящее время в народе называется «повитуха».
С 1795 года деревня Повитье находится в составе Российской империи, в Волынской губернии. С 1921 года входит в состав Польши, в Леликовской гмине Камень-Каширской волости Полесского воеводства. В книге Н.Теодоровича описана деревня Повитье за 1898 год. В этой книге написано, что село Повитье расположено на равнине и почти со всех сторон окружено Пинскими болотами, в трех километрах от села протекает Ореховский канал. Грунтовые дороги проложены по сыпучим пескам и плотинам, устроенным большей частью среди болот. Почва песчаная, встречается супесь и торф, климат сырой, благоприятствует развитию лихорадки и других простудных болезней.
Первая церковь в деревне была построена в 1655 году, вторая – в 1782 году на месте старой. Нынешняя Свято-Рождества-Богородичная церковь во имя рождения Богородицы построена в 1911 году. В 1930-е годы в деревне Повитье работала школа, вечерние курсы, читальня, театральные и хоровые кружки. С 1939 года деревня Повитье входит в состав БССР, с 15.01.1940 года в Дивинском районе Брестской области. Административный центр Повитьевского сельского Совета с 12.10.1940 года. С 1940 года в состав Повитьевского сельского Совета входила деревня Травы, которая находилась в одном километре от деревни Повитье. С 1954 по 1961 годы в состав Повитьевского сельского Совета входила деревня Леликово.
В годы Великой Отечественной войны 1941-1945 гг. в Повитьевском сельском Совете погибло 170 человек, не вернулись с фронта 48 человек. В деревне Повитье на кладбище есть братская могила, где захоронено 16 партизан и мирных жителей, которые погибли в годы войны, в 1967 году на могиле установлен обелиск. Также на территории кладбища есть братская могила, где захоронены 4 партизана и мирных жителя. В центре деревни у здания Дома Культуры в память 76 земляков, которые погибли в борьбе против немецко-фашистских захватчиков установлен обелиск, а в 1982 году там же установлен памятник – скульптура – «Скорбящая мать».
В июле 1949 года на территории сельсовета был образован колхоз имени Будённого, а в марте 1950 года организован колхоз «Правда» в деревне Травы. 14 марта 1951 года два хозяйства объединились в один коллектив – колхоз имени Будённого. 3 февраля 1958 года на территории сельсовета был образован один колхоз «Труд», а 10.10.1985 года хозяйство было преобразовано в совхоз и включено в состав строящегося совхоза «Ореховский». В это же время, в результате жилой застройки улиц деревни Повитье и улиц деревни Травы соединились в единый населённый пункт.
Село Травы впервые упоминается в церковной летописи за 1898 год, в которой написано, что село Травы находится в одной версте от села Повитье и в нем находится 261 двор и проживало 493 человека. С 1940 года Травы входят в состав Повитьевского сельского Совета.
Населённый пункт известен с 1546 года как село Поветцы, в 1563 году упоминается как деревня Повиты. В разное время население составляло: * 1921 год: 309 домов, 1651 человек
- 1940 год: 301 двор, 2328 человек
- 1959 год: 1732 человека
- 1970 год: 2244 человека
- 1999 год: 767 хозяйств, 1982 человека
- 2005 год: 720 хозяйств, 1823 человека
- 2009 год: 1528 человек
- 2016 год[2]: 587 хозяйств, 1472 человека
- 2019 год[1]: 1211 человек

## Культура
- Музей ГУО "Повитьевская средняя школа"[5]

## Достопримечательности

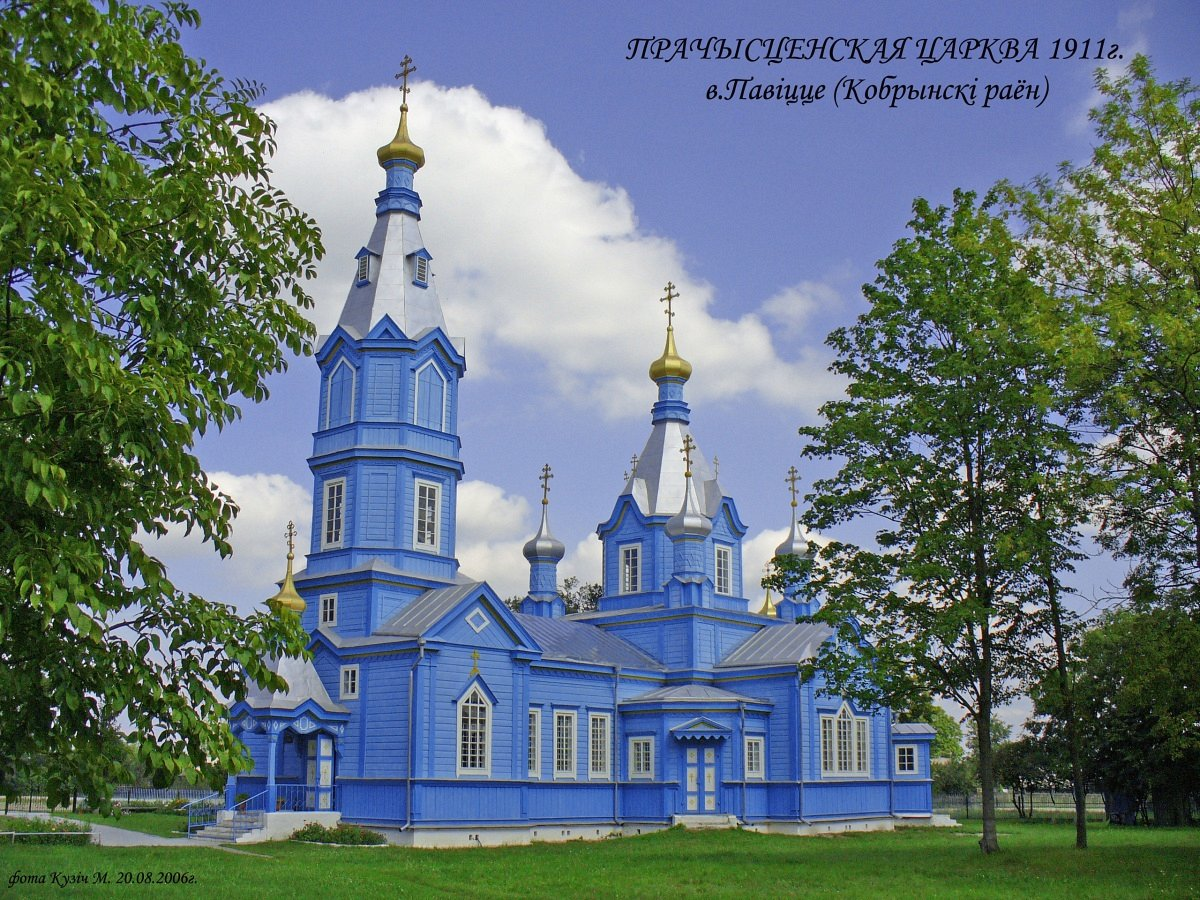
Церковь Рождества Богородицы

- Деревянная православная церковь в честь Рождества Пресвятой Богородицы (1911)
- Братские могилы партизан и жертв фашизма
- Памятник землякам, погибшим в Великой Отечественной войне
- Памятник-скульптура – «Скорбящая мать»

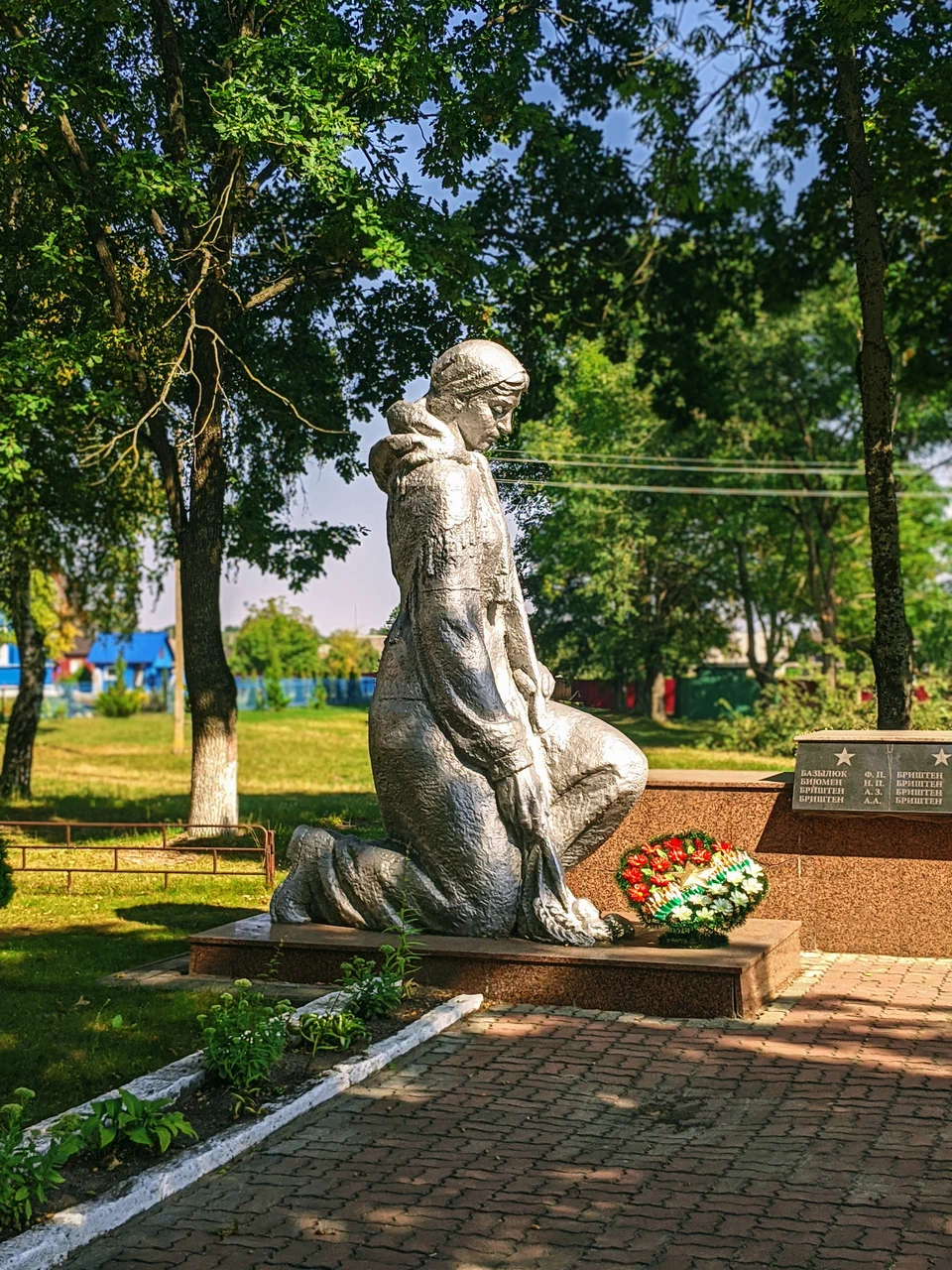
Скорбящая мать в Повитье